# Mihoveni, Suceava
Mihoveni (germană Mihoweny) este un sat în comuna Șcheia din județul Suceava, Bucovina, România.

## Arheologie
Cercetările arheologice întreprinse în stațiunea arheologică de la Mihoveni-"Cahla Morii", începând cu vara anului 1971, au dus la descoperirea unei așezări pluristratificate, care își începe existența în preistorie și continuă până în Evul Mediu. Au fost identificate urme de locuire aparținând paleoliticului superior (Gravettian), neo-eneoliticului (culturile ceramicii liniare, Precucuteni III, Cucuteni B1 și B2), perioadei de tranziție la epoca bronzului (cultura Komarov și Noua), Hallstatt (cultura Gáva-Holihrady, aspectul cultural Grănicești), Latène getic și bastarnic, sec. II-IV p. Chr., sec. XIII-XV.
Situl arheologic de la Mihoveni "Cahla Morii”, aflat la 2 km de sat, este înscris în Lista monumentelor istorice 2004 din Județul Suceava cu codul LMI SV-I-s-B-05423.

## Istoric
În secolul al XX-lea, satul Mihoveni s-a unit cu satul Buninți formând un sat mai mare cu numele de Mihoveni.

## Baraj
Barajul Mihoveni este amplasat pe cursul râului Suceava, la o distanță de cca. 4 km de podul rutier DN2 Ițcani-Suceava și la 0,1 km amonte de confluența râului Suceava cu râul Pătrăuțeanca, în dreptul localității Mihoveni. Servește la alimentarea cu apă potabilă a municipiului Suceava, alături de barajele de la Mitocul Dragomirnei și de la Berchișești.

## Releu
De la releul Mihoveni emit 88,6 si 103,4 ProFM;99,6 Radio Romania Actualitati;97,1 Radio 21;105,5 Europa FM si 101,6 Radio Romania Cultural.Toate au par 30 KW,iar 88,6 are 2 KW.

## Obiective turistice
- Biserica Sfinții Arhangheli Mihail și Gavriil din Mihoveni - construită în perioada 1871-1877

## Personalități
- Mihai Buculei, sculptor.
- Ion Mândrescu, sculptor.

## Recensământul din 1930
Componența etnică a satelor Mihoveni și Buninți
     Români (90,92%)
     Germani (1,8%)
     Polonezi (6,6%)
     Altă etnie (0,7%)
Componența confesională a satelor Mihoveni și Buninți
     Ortodocși (89,9%)
     Evanghelici\Luterani (1,4%)
     Romano-catolici (7,15%)
     Baptiști (0,9%)
     Altă religie (0,65%)
Conform recensământului efectuat în 1930, populația satelor Mihoveni și Buninți se ridica la 2.341 locuitori (933-satul Buninți și 1408-satul Mihoveni). Majoritatea locuitorilor erau români (90,9%), cu o minoritate de germani (1,8%) și una de polonezi (6,6%). Restul locuitorilor s-au declarat: ruși (5 persoane), evrei (4 persoane). Din punct de vedere confesional, majoritatea locuitorilor erau ortodocși (89,9%), dar existau și minorități de evanghelici\luterani (1,4%), romano-catolici (7,15%) și baptiști (0,9%). Restul locuitorilor au declarat: mozaici (4 persoane), fără religie   (12 persoane).